# Русский исполнительный комитет
Ру́сский исполни́тельный комите́т — галицко-русская политическая организация. Комитет был создан в декабре 1918 во Львове, после распада Австро-Венгрии и появления возможности легализовать русское движение в Галиции. В 1918—1920 годах комитет восстановил издание ежедневной газеты «Прикарпатская Русь» (редактор К. Вальницкий; выходила в 1909—1915). В 1921—1922 комитет издавал еженедельник «Русь», а в 1922—1923 — «Жизнь». На страницах этих изданий проводилась идейная борьба с украинофильским движением.
Р. И. К. ориентировался на белое движение, поддерживал борьбу с большевиками. В составе Добровольческой Армии генерала Антона Деникина в боевых действиях против большевиков принимал участие созданное при содействии Русского исполнительного комитета военное подразделение, сформированное из русских галичан (карпато-русский отряд). В 1923 году Р. И. К. вследствие внутрипартийной борьбы распался на две политических организации — Народный Совет и Русскую народную организацию (Галицко-Русскую народную организацию).
Русский исполнительный комитет сотрудничал с украинским Межпартийным Советом, стоял в оппозиции к польской оккупационной власти и не принимал участия в выборах в польский сейм в 1923 году.